# 太陽城 (東京)
太陽城（日语： sanshain shitei ?，又譯陽光城）是位於日本東京池袋的複合式商業設施，也是日本第一座複合式商業設施，包含購物中心、旅館、辦公室、水族館、主題樂園等。其原址是巢鴨看守所，1971年看守所遷移後，於1973年開始動工。1978年4月6日，太阳城60首先完工啟用，至該年10月5日全面開幕。目前太陽城由三菱地所旗下的「太陽城株式會社」營運。
總高239.7公尺的太陽城60是太陽城的主要建築，完工後曾一度是全日本最高的摩天大樓，直到1991年東京都廳第一本廳舍落成後才將此王座讓出。

## 設施概覽
- 太陽城60 （象徵顏色：綠色）
  - 太陽城60展望台・Sky Circus
  - 商辦設施
  - 綜合診療中心
  - 郵便局（太陽60內郵便局）

- 王子大飯店 （象徵顏色：黃色）
  - 太陽城王子大飯店
  - 巴士總站

- 世界商品市場（象徵顏色：紅色）
  - 太陽城水族館
  - Namco Namja Town（南夢宮經營的室內型主題樂園）
  - Konica Minolta Planetarium 「滿天」 in Sunshine City（コニカミノルタプラネタリウム“満天”in Sunshine city）（柯尼卡美能達的多功能型圓頂電影院）
  - 太陽城ALTA（以專門店為主的商店街，由三越經營）
  - 護照中心
  - 京都著物友禪（連鎖和服店）

- 專門店街alpa（象徵顏色：橙色）
  - 太陽城alpa（以專門店為主的商店街

- 文化會館（象徵顏色：青色）
  - 古代東方博物館
  - 太陽城劇場
  - 太陽城會議中心TOKYO
  - Konami Sports Club 池袋（科樂美經營的連鎖健身房）
  - 東池袋地下通路（通往東池袋站的地下道，於2011年2月開通）
  - Maison Sunshine（分契式公寓）
  - 巴士總站

- 其他設施
  - 太陽城停車場（公共地下停車場）
  - 首都高速道路東池袋出入口
  - 豐島變電所
  - 池袋地域冷暖房株式會社

## 外部連結
- 太陽城官方網站
- Konica Minolta Planetarium 「滿天」 in Sunshine City

35°43′45″N 139°43′5″E / 35.72917°N 139.71806°E